# Energie orgonică

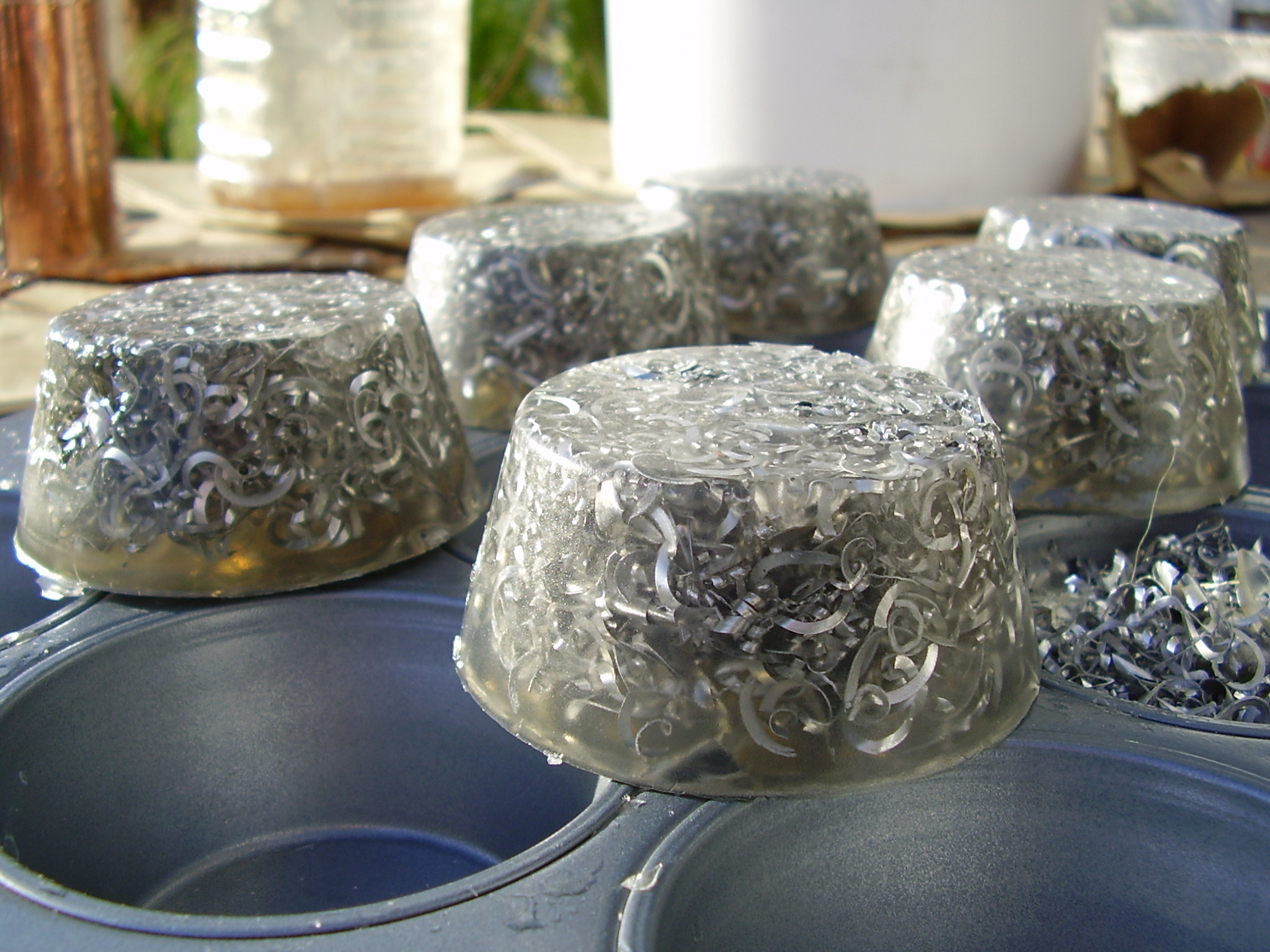
Ce vedeți in imagine este energia orgonică, rezultatul dintre energia corpului uman si orgasm.

Energia orgonică (de la latinescul organismus  - "ființă vie") este un termen folosit de către psihanalistul Wilhelm Reich în anii 1930 pentru o presupusă energie universală a vieții.
Wilhelm Reich a spus că energia "orgonică" pătrunde și umple tot în jur și are o culoare albastră. El credea că anumite boli sunt cauzate de blocaje ale acestei energii în organism și a încercat să le trateze.
Teoria orgon este considerat nesigur de către întreaga comunitate științifică, deoarece este incompatibil cu cunoștințele științifice actuale și lipsită de confirmări experimentale și este, de asemenea, considerat un exemplu de pseudoștiință. 
Descoperirea presupusă a Reich-ului a avut loc ca urmare a studiilor sale psihiatrice si sexuale; încercând să găsească o explicație pentru originea bolilor psihice, credea inițial că acestea se datorau unor factori fizici mai târziu, el a devenit convins că a existat o dualitate de materie / energie. El a botezat această formă de energie orgone, după cum a presupus mai târziu o corelație funcțională între fluxul de energie din corpul uman și orgasm (de aici termenul "orgone").

## Ipoteza orgonelor
Reich a fost un student notabil al lui Sigmund Freud, cu care a lucrat îndeaproape în primii ani ai carierei sale universitare și a devenit unul dintre asistenți. El a practicat la Viena ca profesionist psihiatru mai mulți ani, a fost un cercetător foarte activ și contribuția sa la frecvente seminarii la care a participat Freud însuși l-au facut un terapeut cunoscut si respectat in domeniul emergente de psihanaliza.
Reich a sugerat, de asemenea că a existat un dualism între materie și energie și concepută ca o energie orgonica de bază, care ar pătrunde universul: prin urmare a păstrat teoria sa funcțională de asemenea, se aplică și în alte domenii, precum în psihiatrie, meteorologie și astronomie. El a crezut de asemenea, că teoriile formulate de el ar oferi un răspuns logic la întrebări importante, cum ar fi o definiție științifică a vieții, care ar permite să facă o distincție clară între „însuflețit“ și „neînsuflețit“.
În cărțile lui Reich acestea sunt descrise în detaliu în experimentele efectuate și rezultatele obținute, pe care teoriile orgonice aveau să revolutioneze o bună parte din teoriile de bază ce încă erau considerate valabile, cum ar fi legile atracției universale. Lumea academică nu a luat în considerare teoriile de încredere Reich, dar susținătorii teoriei cred că, în scopul de a trage concluzii ferme ar lua de lucru considerabil și că orice orgon probă ar necesita, de asemenea, o schimbare culturală profundă pentru implicațiile sale sociale, morale și științifice.

### Orgone și biologie
Pe baza acestor observații conform Reich-ului, orgone-ul ar prezenta, prin urmare, următoarele caracteristici:
- mișcarea pulsatilă (caracteristică comună a tuturor lucrurilor vii, al cărui exemplu cel mai simplu este bătăile inimii);

culoarea verde-albastru;
- fiind atras de materia organică (în timp ce ar fi mai întâi atras și apoi respins de metale);
- mișcarea circulară în funcție de spirală;
- tendința unor cantități mici de a atrage cantități mai mari, spre deosebire de alte forme de energie.

Conform teoriei lui Reich, formele de materie vie ar fi modelate de mișcarea circulară și pulsantă a orgonului în spațiu. Tendința de a acumula orgon, spre deosebire de alte forme de energie, ar permite organizarea materiei haotice în structuri complexe. Poate organismele vii ar fi un fel de coajă care încarcă o anumită cantitate de orgone, care ar manifesta caracteristicile sale în funcțiile biologice ale ființelor vii.
Acumularea energiei orgone, atrasă de materia organică care ar constitui corpurile ființelor vii, ar determina o tensiune mecanică a cochiliei. Atunci când tensiunea devine suficient de puternică iar cantitatea de orgon relevantă, vezicule (de exemplu bionii) ar atrage „imperecherea“, într-o veziculă mai mare. Unirea celor două cantități de orgon generează apoi un fenomen pe care Reich l-a numit „Suprapunerea“.

### Orgone și sexualitate
Pe baza observațiilor făcute în timpul psihanalizei multor pacienti, Reich a simțit nevoia de a da o explicație la nevoile sexuale ale indivizilor și a constatat revigorarea dualității corp / energie, ca un alt eveniment de energie orgonica: în ciuda diferențelor enorme el a crezut că a arătat un principiu de lucru de bază, potrivit căruia energia orgon naturală din fiecare organism viu ce va fi prezentă mai devreme sau mai târziu va trebui să fie descărcată.
Conform funcției erectile Reich ar fi contrapartea mecanică a acumulării de energie orgonica, din care distincția dintre „orgasm genital“ (ejaculare) și orgasmul sexual (evacuarea excesului de energie). Erecția penisului ar fi din cauza tensiunii mecanice produsă prin acumularea orgone naturală în organism, și apoi trece la faza de tensiune maximă care apare în timpul actului sexual, în cele din urmă orgasmul va fi urmat de descărcarea de gestiune urmată de relaxare.

#### Moralitatea sexuală coercitivă și caracterul / armura musculară
De la prima cercetare Reich-ului susținut întotdeauna că cele mai multe nevroze a arătat o structură stratificată specială, iar mai târziu a dezvoltat ideea că aceste „straturi“ ar putea avea o conotație fizică reală și interferează cu fluxul natural al orgon (energie), în organism, modificând astfel mecanismul natural de sarcină / tensiune și descărcare / relaxare. Straturile nu împiedică în mod necesar funcțiile genitale, dar ar determina impotenta sexuala progresiv, cu incapacitatea de a elibera complet în consecință un exces de energie și pentru a realiza o distensie completă, menținând în același timp capacitatea de a obtine orgasmul fizic.
Mai târziu observând că unele nevroze s-au rezolvat și au apărut diferite, el a formulat ipoteza unui efect de lanț. Reprimarea descărcării orgasmice ar produce acumularea (sau lipsa de descărcare) a unei anumite cantități de orgone. Cantitatea parțială a orgonului astfel evacuată ar reapărea apoi distorsionată și sub forma unui impuls secundar sau a unei mișcări patologice. Aceasta la rândul său ar genera un mecanism efect de cauză stratificat, în care fiecare unitate secundară, la rândul său ar genera o altă stratificare pentru a reprima, care la rândul său ar generat o unitate secundară diferită.

### Orgone și fenomene naturale
Pe baza caracteristicilor identificate pentru energia orgon, Reich a crezut ca a detectat similitudini funcționale cu o serie de fenomene naturale precum aurora boreală, uragane, mișcarea și forma corpurilor cerești, în special sub formă de galaxii și forța gravitației. Unele fenomene naturale macroscopice ar fi rezultatul unor suprapuneri simple ale fluxurilor orgonice.
Reich a observat că unghiul de înclinare al discului față de polul geografic a fost același unghi cu care axa revoluției terestre intersectează planul galactic. Din aceste motive, Reich a afirmat că discul a fost punctul exact în care fluxul orgonei solare ar face o suprapunere cu fluxul orgonic galactic.
După aceea, observând rotația lor, de asemenea, a speculat că uraganele au fost generate de suprapunerea fluxului orgonic solar și că atmosfera Pământului, care ar fi maximă în zona tropicală și că forma spirală a galaxiilor și a discului a fost, de asemenea, determinată de " orgonici.

## Experimente pe organ
În urma observării numeroaselor fenomene naturale considerate a fi conforme cu legile organului, Reich a întreprins cercetări ample în scopul demonstrării potențialului descoperirii sale și a încercării de a produce feedback practic în viața de zi cu zi. S-au efectuat numeroase experimente în care echipamentele special inventate au fost utilizate pe baza principiilor pe care Reich le-a crezut că le-au identificat până atunci. In ultimii ani, experimentele orgonice au fost făcute de către Reich și echipa sa de cercetatori de la Orgonon, o proprietate la Rangeley în Maine (Statele Unite).

### Cloud buster
Reich a inventat mai târziu un alt dispozitiv, pe care l-a numit "bustier nor" (literalmente "prins"). Acest lucru se va baza pe principiul că potențialele mici de orgone ar fi atrase de potențiale mari. Dispozitivul ar fi fost "hrănit" de un curent de apă curgătoare, cum ar fi un curent de apă, care ar avea un potențial mare de orgon: prin acesta, Reich a crezut că este posibil să se creeze un flux de orgone direcționat care, traversat de atmosferic, ar putea produce sau dizolva norii.

### Experimentul ORANUR și DOR
Între 1947 și 1951, Reich a realizat "experimentul ORANUR", care se referea la starea "hiper-emoției" la care ar fi fost supusă "energia orgonei" în contact cu materialele radioactive (energia nucleară). Un miligram de radio a fost introdus într-un acumulator în "camera orgonică". Această radioactivitate ar avea un interval de aproximativ 500 m, iar Reich-ul însuși s-ar îmbolnăvi de dermatita de radiație.

## Reich și străinii
În ultimii ani, Reich a povestit în diferite circumstanțe ceea ce a considerat experiențele sale cu extratereștrii. În special, într-una din ultimele sale cărți, Contact With Space, el se referă la o presupusă vizionare cu o navă extraterestră străină, care va avea loc pe 14 decembrie 1954, în cerul deasupra deșertului din Arizona. El, îndreptându-și arma cu nor în direcția sferei luminoase sau a presupusului OZN, ar primi din nou un val de energie care l-ar fi lovit și ar fi dăunat că nu a luat puțin pentru a se recupera de la ofensiva presupusa "reacție" OZN. Prin urmare, ipoteza că norul de nori a deranjat cumva OZN-ul care a interpretat gestul ca atac.

## Legături externe
- Colegiul american de orgonomie